# 穆特 (杜省)
穆特（法語：Mouthe，法語發音：[mut]）是法国杜省的一个市镇，位于该省南部，和瑞士接壤，属于蓬塔利耶区。

## 地理
穆特（46°42'38"N, 6°11'37"E）面积38.73 平方千米，位于法国勃艮第-弗朗什-孔泰大區杜省，该省份为法国东部内陆省份，北起上索恩省，西接汝拉省，东部及东南部与瑞士接壤，东北部与贝尔福地区省接壤。
与穆特接壤的市镇（或旧市镇、城区）包括：龙德方丹、绍讷沃、珀蒂特绍、莱蓬泰、勒屈尔福、萨拉茹瓦。
穆特的时区为UTC+01:00、UTC+02:00（夏令时）。

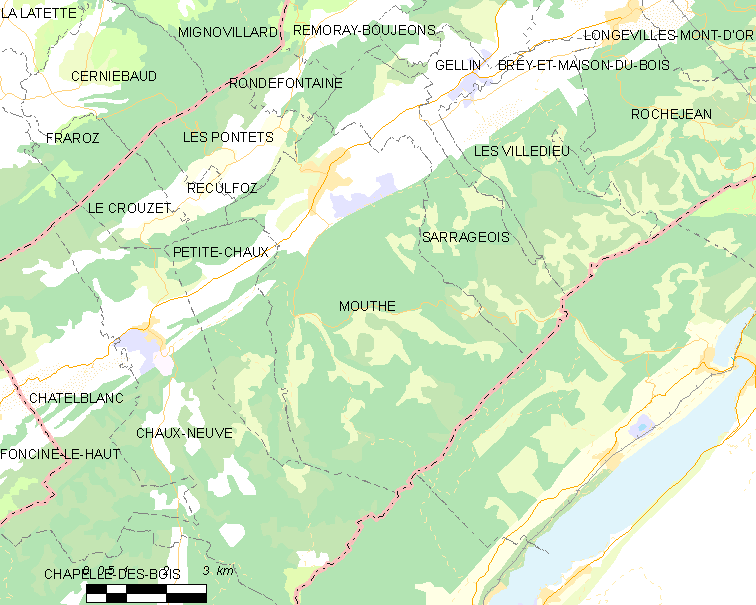
穆特的OSM定位图

### 气候
穆特是法国本土年均气温最低的市镇，被称为“法国的西伯利亚”。

## 行政
穆特的邮政编码为25240，INSEE市镇编码为25413。

## 政治
穆特所属的省级选区为弗拉讷县。

## 人口

1962-2008年间穆特人口变化图示

穆特于2022年1月1日时的人口数量为1025人。